# Georgina Morgan
Georgina Morgan est une joueuse de hockey sur gazon australienne née le 15 mai 1993 à Armidale dans l'état de la Nouvelle-Galles du Sud.

## Carrière
Première sélection avec l'équipe nationale en 2014.
Avec l'Équipe d'Australie féminine de hockey sur gazon, elle est médaillée d'argent en Ligue professionnelle et en Coupe d'Océanie en 2019 et médaillée d'or en Coupe d'Océanie en 2015.